# 郑心伶
郑心伶（1938年—2023年7月7日），男，广东文昌人，生于文昌，作家，鲁迅研究家。

## 生平
1946年开始读小学。1952年进文昌中学读书。1957年高中毕业后进华南师范学院中文系学习。1961年处女作散文《两个聂鲁达》发表于《羊城晚报》。先后在文昌中学、罗峰中学和海南师范专科学校任教。
从1987年起，兼任《广东鲁迅研究》副主编。任中国鲁迅研究会副秘书长、广东鲁迅研究会副会长兼秘书长。

## 著作
主要著作有《鲁迅诗浅析》（1982年，河北花山文艺出版社；1985年再版）、《鲁迅作品赏析与教学》（与王祚庆合著；1986年，海南人民出版社）、《鲁迅与青年作家》（1987年，花城出版社）、《铜鼓岭的传说》（与符致江合著；;1988年，海南人民出版社）、《我与郁达夫》（王映霞编校；1988年，华岳文艺出版社）。《鲁迅作品赏析与教学》获1988年全国教育图书优秀奖。

## 文昌
2009年，郑心伶从广东回到了海南文昌。回到自己的家乡，郑心伶和朋友在一次聊天中无意发现，文昌的文化需要进一步发展、传播。于是他牵头成立了海南文昌文化研究会，先后出版10多本关于文昌文化的丛书及刊物。郑心伶向文昌相关部门递交了文昌琼剧团成立的相关报告，得到了大力支持，2011年6月22日，文昌琼剧团挂牌成立。2012年10月22日晚，阔别26年的海南文昌琼剧团重返舞台，首演成功。